# Leucoperichaetium
Leucoperichaetium là một chi rêu trong họ Grimmiaceae.